# Podenzano
Podenzano est une commune italienne de la province de Plaisance, dans la région Émilie-Romagne.

## Administration
| Période                                  | Période | Identité | Étiquette | Qualité |
| ---------------------------------------- | ------- | -------- | --------- | ------- |
|                                          |         |          |           |         |
| Les données manquantes sont à compléter. |         |          |           |         |

### Hameaux
Gariga, San Polo, Turro, Albone, Altoè, Verano, Maiano, Casoni.

### Communes limitrophes
Gossolengo, Piacenza d'Adige, Pontenure, Rivergaro, San Giorgio Piacentino, Vigolzone.